# 惡靈05
《惡靈05》（英語：Evil Spirit 05）是台灣驚悚偶像劇，2005年8月27日起於八大綜合台每星期六22:00到23:30（台灣時間）首播，由李威及洪小鈴主演，全20集。

2020年8月8日到2020年8月20日，於Youtube平台，每天的22:00 （台灣時間）首播一集，影片長度68分鍾，全集13集。

## 劇情大綱
前世的愛情輪迴到今世，舍利子的遺失，引發一連串的詭異事件......

## 演員
| 演員     | 角色     | 暱稱/關係/職業 |
| 李威     | 聶子良   | 梁以珍前未婚夫 卓瑪300年前的愛人 以珍死後愧對於以珍一直沒有清醒 後來成為轉世主                                                               |
| 李威     | 轉世教主 | 後來殺害黃千琦、桑騰 |
| 洪小鈴   | 方亞薇   | 喜歡聶子良 在以珍婚禮上誤會以珍殺害自己阿姨，後來知道是桑騰，也遭受到千琦(以珍)報復，最後死在桑騰手中                                        |
| 洪小鈴   | 卓瑪     | 宇文、子良300年前所愛的人 後來被自己父親殺死，轉世為方亞薇，又與子良和宇文見面。                                                             |
| TAE      | 師宇文   | 子良師兄 喜歡卓瑪 早已知道輪迴之世，原想找尋前世愛人卓瑪卻萬想不到早已被子良吸引了。                                                         |
| TAE      | 天葬殺手 | 有自己殺人的遊戲規則 後來把蓓蓓和多人的頭砍掉並槌斷骨頭把體肉丟給禿鷹吃                                                                      |
| 林立雯   | 梁以珍   | 子良前未婚妻 結婚當天因為桑騰陷害自己而讓大家誤會自己，而跑出會場被車撞，當場死亡，後來自己的心臟捐給千琦，後而控制千琦（第8集車禍含冤而死） |
| 王以路   | 蓓蓓     | 志宏女友 看見千琦與小羅抱在一起，絕得千琦有問題，後來遇見桑騰和天葬殺手，頭被砍掉.                                                           |
| 金剛     | 羅志宏   | 小羅 蓓蓓男友 以為千琦喜歡自己，後來因為蓓蓓死而怪罪到                                                                                       |
| 唐以菲   | 小恩     | 亞薇表妹 後來被女鬼從天橋推下去 |
| 賈欣惠   | 白蒂     | 女明星，以＜碧橋倩影＞奪得影后，後嫁給富商淡出演藝圈 以舍利子跟桑騰師叔交換保留青春的方法                                                    |
| 黃建群   | 白蒂丈夫 | 富商，經常搞七捻三不忠於妻子 後來被白蒂挖出心臟而死                                                                                          |
| 林利霏   | 黃千琦   | |
| 何妤玟   | 黃千惠   | 千琦姊姊 在鏡子中看過以珍後來知道以珍是聶醫師的老婆。原查到了以珍出事的報紙要去找子良卻被以珍控制的千琦殺死。                                |
| 楊龍澤   | 龍澤     | 警官 千琦前暗戀對象 曾追犯人之時被被鬼嚇到                                                                                                   |
| 內田忠克 | 田中十藏 | 曾被趙大媽救過，後來得知趙家有寶物，後讓軍隊進入趙家殺死趙家人和強姦趙家媳婦，後來被佐藤殺死。                                               |
|          | 梁順清   | 碧雲之夫 以珍之父 13集責怪聶子良害自己失去女兒，後來得知以珍身前有簽器官捐證同意書                                                           |
| 赫容     | 陳碧雲   | 順清之妻 以珍之母 13集不要聶子良與方亞薇道歉，要他們還自己女兒                                                                               |
| 佐藤麻衣 | 佐藤     | 田中十藏助理 趙家女兒 在車上殺死田中十藏，而從他身上拿走舍利子。                                                                             |
| 張魁     | 桑騰     | 桑騰師叔 宇文子良師叔，曾背叛過師父 300年前卓瑪之父，拿卓瑪的母親威脅卓瑪幫他偷取舍利子，後來殺死卓瑪                                        |
| 曾世明   | 劉偉明   | 劉偉明 記者會刺殺田中十藏 |
| 陳柏蓁   | 陳芳玲   | 陳芳玲 病房刺殺田中十藏 |
| 鄭仲茵   | 姑媽     | 姑媽 |

## 歌曲
| 曲別   | 歌曲                 | 作詞   | 作曲   | 演唱者 | 編曲   | 製作人           |
| 片頭曲 | 《THE WALK／向前走》 | 陳科妤 | 陳科妤 | 陳科妤 | 陳飛午 | 馬玉芬           |
| 片尾曲 | 《地平線》           | 奇樂   | 奇樂   | 李玖哲 | 奧斯卡 | 賴正芬（賴心瑩） |

## 外部連結
- 《惡靈05》八大